# Hans Ernest Oplatka
Hans Ernest Oplatka, také Jan Arnošt Oplatka (12. srpna 1911, Vídeň – 1. prosince 1992, Liverpool), byl český fotograf.

## Život a dílo
Narodil se v české židovské rodině ve Vídni v roce 1911. Roku 1922 se rodina přestěhovala do Prahy, kde Hans Ernest do roku 1928 studoval reálné gymnázium. Pak studoval grafickou školu v Praze a ve Vídni. Po studiu začal pracovat pro francouzský časopis Vu. Roku 1931 podnikl se spisovatelem a novinářem Georgesem Simenonem reportážní cestu po Francii.
V letech 1931–1932 sloužil v československé armádě. Pak byl redaktorem a vydavatelem obrazového týdeníku Der Sonntag. Pracoval také jako agenturní fotograf v Kodani, Praze, Miláně, Benátkách, Londýně a Soluni. Roku 1938 se vrátil do Prahy. Po německé okupaci Čech emigroval do Francie, kde vstoupil do armády, se kterou se dostal do Anglie. Tam se oženil s Margery Angusovou. Do Čech se vrátil spolu se západní armádou v roce 1945.
V roce 1946 se vrátil za manželkou do Británie, kde pak působil jako nezávislý fotograf. Publikoval v řadě časopisů, např. Contact, Lilliput, Picture Post, Strand Magazine.